# Un été suédois
Pour plus de détails, voir Fiche technique et Distribution.
Un été suédois est un film réalisé par Fredrik Edfeldt, sortie en 2009 sur les écrans suédois.

## Synopsis
Une fillette se retrouve seule avec sa tante immature pendant que sa famille participe à une mission humanitaire en Afrique. Par un ingénieux stratagème, elle parvient à éloigner sa tante et reste seule maîtresse dans sa maison isolée à la campagne. Durant ces quelques jours de solitude, la « Fille » expérimente l’amitié décevante, l’éveil du corps et des sensations inconnues allant de la tendresse à l’inconsolable tristesse. Au retour de ses parents, la fillette est devenue une adolescente.

## Fiche technique
- Titre :
Original : Flickan
Français : Un été suédois
Anglais : The Girl
- Réalisation : Fredrik Edfeldt
- Scénario : Karin Arrhenius
- Photographie : Hoyte Van Hoytema
- Pays d’origine :  Suède
- Langue : Suédois
- Format : Couleurs - 2,35:1 - 35 mm - Son Dolby Digital
- Dates de sortie : 
 Allemagne : 10 février 2009 (Berlinale)
 Suède : 4 septembre 2009 (distribution : Scanbox Entertainment Sweden AB)
 France : 13 novembre 2009 (Festival international du film d'Arras)
 France : 26 janvier 2011 (distribution : ASC Distribution)

## Distribution
- Blanca Engström - La fille
- Shanti Roney - Le père
- Annika Hallin - La mère
- Calle Lindqvist - Petter
- Tova Magnusson-Norling - Anna
- Leif Andrée - Gunnar
- Maria Langhammer - Elisabeth

## Distinctions
- Berlinale 2009 section Generation

Mention spéciale pour le meilleur premier film
- Festival du nouveau cinéma de Montréal 2009

Mention spéciale au Prix de la Critique AQCC
- Festival international du film d'Arras 2009

Atlas d'or - Grand Prix du jury
Prix du Syndicat français de la critique de cinéma